# Euryte minor
Euryte minor – gatunek widłonoga z rodziny Euryteidae. Nazwa naukowa gatunku została po raz pierwszy opublikowana w 1905 roku przez brytyjskiego zoologa Thomasa Scotta.